# Beleg van Pavia (773-774)
Het Beleg van Pavia vond plaats tussen september 773 en 5 juni 774 en betekende het einde van het Longobardische Rijk.

## Aanleiding
Naast de expansiedrang van het Frankische Rijk, lagen persoonlijke vetes aan de basis van het conflict. Karel de Grote lag in ruzie met zijn broer Karloman I en was tegen zijn zin getrouwd met de dochter van koning Desiderius van de Longobarden, Desiderata.
In 771 stierf Karloman, zijn weduwe Gerberga vluchtte met haar kinderen naar Desiderius. Desiderius beloofde haar het grondgebied en de kroon van haar man voor haar kinderen. Karel de Grote was verbolgen hierover en scheidde van Desiderata. De nieuwe Paus Adrianus I (772-795) koos de kant van Karel de Grote. Desiderius viel hierop het grondgebied van de paus binnen.

## Beleg
Pavia was de hoofdstad van het Longobardische Rijk. De Frankische edelman Bernhard leidde zijn leger over de Grote Sint-Bernhardpas, terwijl Karel zelf over de Mont Cenis trok. Geschrokken van de grote troepenmacht vluchtte Desiderius naar zijn hoofdstad. Al vlug kon het Frankische leger de stad omsingelen. Na tien maanden was de Longobardische koning genoodzaakt zich over te geven.

## Gevolg
Het beleg van Pavia betekende het einde van het Longobardische Rijk. Karel de Grote riep zichzelf uit tot koning van de Franken en de Longobarden.